# Hafen Vancouver
Der Hafen Vancouver (englisch Port of Vancouver) ist der größte Seehafen Kanadas und des pazifischen Nordwestens, der zweitgrößte Seehafen an der Westküste Nordamerikas und auch der am meisten diversifizierte des Kontinents. Für die Verwaltung des Hafengebiets ist seit 2008 die staatliche Gesellschaft Vancouver Fraser Port Authority zuständig. 
2016 schaffte der Hafen rund 96.200 Arbeitsplätze, davon 44.400 direkt und generiert rund 9,9 Milliarden CAD zum Bruttoinlandsprodukt.

## Geographie
Die Hafenanlagen verteilen sich weiträumig über Vancouver und verschiedene angrenzende Gemeinden. In Vancouver finden sich Anlagen am Fraser River und dem Südufer des Burrard Inlet. Die Anlagen am nördlichen Ufer des Burrard Inlet liegen in North Vancouver bzw. im Bezirk North Vancouver. Weiterhin gehört der Roberts Bank Superport in Delta sowie die Anlagen in Burnaby, Port Moody, Richmond und Surrey zum Hafen Vancouver. Der Zuständigkeitsbereich der Vancouver Fraser Port Authority umfasst jedoch noch weitere Gewässer- und Uferbereiche im Greater Vancouver Regional District, wie zum Beispiel der Reede in der English Bay.
Es gibt 27 Umschlagplätze für fünf verschiedene Bereiche:
- Automobiles; 1 Anlage (am Fraser River)
- Breakbulk; 2 Anlagen (am Fraser River und am Burrard Inlet)
- Bulk; 19 Anlagen (in Burnaby, Delta und Port Moody sowie am Burrard Inlet)
- Container; 4 Anlagen (in Delta sowie am Fraser River und am Burrard Inlet)
- Cruise; 1 Kreuzfahrtterminal am Burrard Inlet (Canada Place)

## Geschichte
Mit der Eröffnung des Panamakanals im Jahre 1914 war der Hafen von Vancouver in der Lage, eine ernstzunehmende Konkurrenz zu anderen größeren Häfen zu werden. Durch seine Lage konnte der Hafen eine alternative Schiffsroute nach Europa bieten. Zu Beginn der 1920er Jahre kämpfte die Provinzregierung von British Columbia gegen die Frachtrate, die den Schiffsverkehr durch zusätzliche Steuern und Abgaben im Gegensatz zu Zugfracht diskriminierte. Durch die Abschaffung der Frachtrate und der Etablierung einer Aufsichtsbehörde, der Harbour Commission (1923), die die Vorgängerbehörde der Port Authority war, gewann der Frachtverkehr zunehmend an Bedeutung. Im Jahre 1930 steigerte sich die Menge des kommerziellen Frachtverkehrs und war damit der größte Zuwachs in Vancouvers Wirtschaft. 
Am 1. Januar 2008 schlossen sich die North Fraser Port Authority und Fraser River Port Authority zusammen und gründeten damit die neue Vancouver Fraser Port Authority.

## Statistiken und Auslastung
Im Jahr 2017 wurden 142,08 Millionen Tonnen Fracht umgeschlagen. Eine Steigerung um 5 % im Vergleich zu dem Jahr 2016 mit 135,58 Millionen Tonnen. Dabei liefen 3219 Schiffe mit 155,2 Millionen Registertonnen (metric GRT) den Hafen an.
Es wurden 2017 3,25 Millionen TEU mit etwa 26 Millionen Tonnen umgeschlagen. Insgesamt wurden 115,62 Millionen Tonnen Massengüter und Stückgut sowie 429.875 Autos verladen. Die umschlagstärksten Länder, mit etwa der Hälfte der Gesamtumschlagmenge, aus denen Ladung kommt bzw. in die Ladung geht sind China, Japan und Südkorea. Von Mai bis September ist Vancouver Ausgangspunkt zahlreicher Kreuzfahrtschiffe; von den Anlegestellen am Canada Place aus reisten im Jahr 2017 842.928 Passagiere, hauptsächlich in Richtung Alaska.

## Expansion
Studien gehen davon aus, dass sich der Container-Frachtverkehr an den Westküsten Nordamerikas in zwanzig Jahren verdreifachen wird. Aufgrund dieser Entwicklung gab die Hafenbetreibergesellschaft bekannt, ihre Containerkapazitäten auszubauen.